# Naïlé Meignan
Naïlé Meignan (* 18. Dezember 2003 in Chambéry) ist eine französische Sportkletterin.

## Karriere
2017 wurde Naïlé Meignan in Slany Jugendeuropameisterin im Bouldern. Bei den Jugendweltmeisterschaften in Moskau 2018 gewann sie die Silbermedaille. Im selben Jahr konnte sie in Brüssel erneut die Jugendeuropameisterschaft gewinnen.
Im April 2019 trat sie erstmals im Kletterweltcup an. Bei den Europameisterschaften der Elite in Zakopane belegte sie den sechsten Rang im Bouldern. Kurz darauf wurde sie in Brixen zum dritten Mal Jugendeuropameisterin. 
2021 gewann sie in Voronezh bei den Jugendweltmeisterschaften im Bouldern die Goldmedaille. Im Dezember desselben Jahres verletzte sie sich am Knie derart schwer, dass sie sich einer Operation unterziehen musste.
Beim Weltcup in Salt Lake City 2024 belegte sie erstmals einen Podestplatz; sie wurde Dritte. In der Folge wurde sie in Villars Europameisterin im Bouldern. Beim Weltcup in Prag gewann sie ihre erste Silbermedaille bei der Elite.
Naïlé Meignan klettert auch am Fels in hohen Schwierigkeitsgraden.